# Wapen van de Verenigde Staten van Centraal-Amerika
Het wapen van de Verenigde Staten van Centraal-Amerika toonde een in het water geplaatste driehoek waarin vijf vulkanen onder een opkomende zon en een frygische muts staan afgebeeld. Het wapen werd enkele malen veranderd, dankzij veranderende politieke situaties. Dit artikel bespreekt niet alleen de wapens van de Verenigde Staten van Centraal-Amerika, maar ook van soortgelijke staten:
- Verenigde Staten (ook: Provincies) van Centraal-Amerika (1823-1825) (Spaans: Provincias Unidas del Centro de America);
- Federale Republiek van Centraal-Amerika (1825-1841) (Republica Federal de Centro America);
- Centraal-Amerikaanse Federatie (1851) (Federacion de Centro America);
- Republiek van Centraal-Amerika (1896-1898) (Republica Mayor de Centro America).

Deze staten omvatten geheel of gedeeltelijk de volgende huidige staten: Costa Rica, El Salvador, Guatemala, Honduras en Nicaragua.

## Evolutie

### Verenigde Staten van Centraal-Amerika
Toen na de oorlog met het Eerste Mexicaanse Keizerrijk de Verenigde Staten van Centraal-Amerika werden gesticht, werd het nationale wapen officieel aangenomen op 21 augustus 1823. Het wapen was rond en had drie ronde randen, waarvan de middelste breder was dan de andere twee samen. In die middelste rand stond de naam van het land en een zespuntige ster.
In het midden van het wapen staat een driehoek afgebeeld; deze symboliseert de gelijkheid. In de driehoek staan vijf vulkanen, als verwijzing naar de vijf landen die de federatie vormden en naar de vulkanische aard van een deel van Centraal-Amerika. De vulkanen bevinden zich tussen twee zeeën; dit verwijst naar de positie van Centraal-Amerika tussen de Atlantische en de Grote Oceaan. De plaatsing van de hele driehoek in het water heeft eenzelfde symboliek.
Boven in de driehoek staat een regenboog als vredessymbool met daaronder een opkomende zon als symbool van een nieuwe welvarende tijd. Hier staat ook de frygische muts, een symbool van vrijheid.

### Federale Republiek van Centraal-Amerika
In 1824 werd een nieuwe grondwet aangenomen, die vanaf 1825 van kracht werd. Hierin werd het wapen enigszins aangepast, zodat het wapen op de vlag er ook anders uit kwam te zien. Het wapen werd ovaal en voorzien van vredestakken. Ook werd de naam van het land veranderd in Federale Republiek van Centraal-Amerika.

### Centraal-Amerikaanse Federatie
De Centraal-Amerikaanse Federatie, bestaande uit El Salvador, Honduras en Nicaragua, besloot op 22 april 1851 dat het wapen gebaseerd zou worden op het wapen van de Federale Republiek, maar dan met drie vulkanen in plaats van vijf (Guatemala en Costa Rica deden immers niet mee) en drie sterren in plaats van een regenboog. Rondom de driehoek stond in een halve cirkel de naam van het land.

### Republiek van Centraal-Amerika
De Republiek van Centraal-Amerika (officieel de Grote Republiek van Centraal-Amerika) was een laatste serieuze poging om El Salvador, Honduras en Nicaragua in één land te verenigen. De staat bestond vanaf 1896 (als gevolg van het Pact van Amapala van 1895) en werd op 21 november 1898 opgeheven. Het ontwerp van het wapen van deze staat was bijna hetzelfde als die van 1851, maar de naam van de staat was nu anders en het aantal vulkanen bedroeg weer vijf.

## Huidige invloed
Vier van de vijf landen die uit deze federatie voortgekomen zijn (Costa Rica, El Salvador, Honduras en Nicaragua), hebben hun huidige wapen ook op het wapen van de Verenigde Staten van Centraal-Amerika gebaseerd. In sommige wapens staan zelfs expliciete verwijzingen naar de ligging van het betreffende land in Centraal-Amerika. Aangezien de wapens van deze landen vaak op de nationale vlaggen staan, zijn de vlaggen moeilijk van elkaar te onderscheiden. Alleen het wapen van Guatemala is afwijkend.
| Costa Rica | El Salvador | Guatemala | Honduras | Nicaragua |
| ---------- | ----------- | --------- | -------- | --------- |
|            |             |           |          |           |